# Schleierfälle (Ammerschlucht)

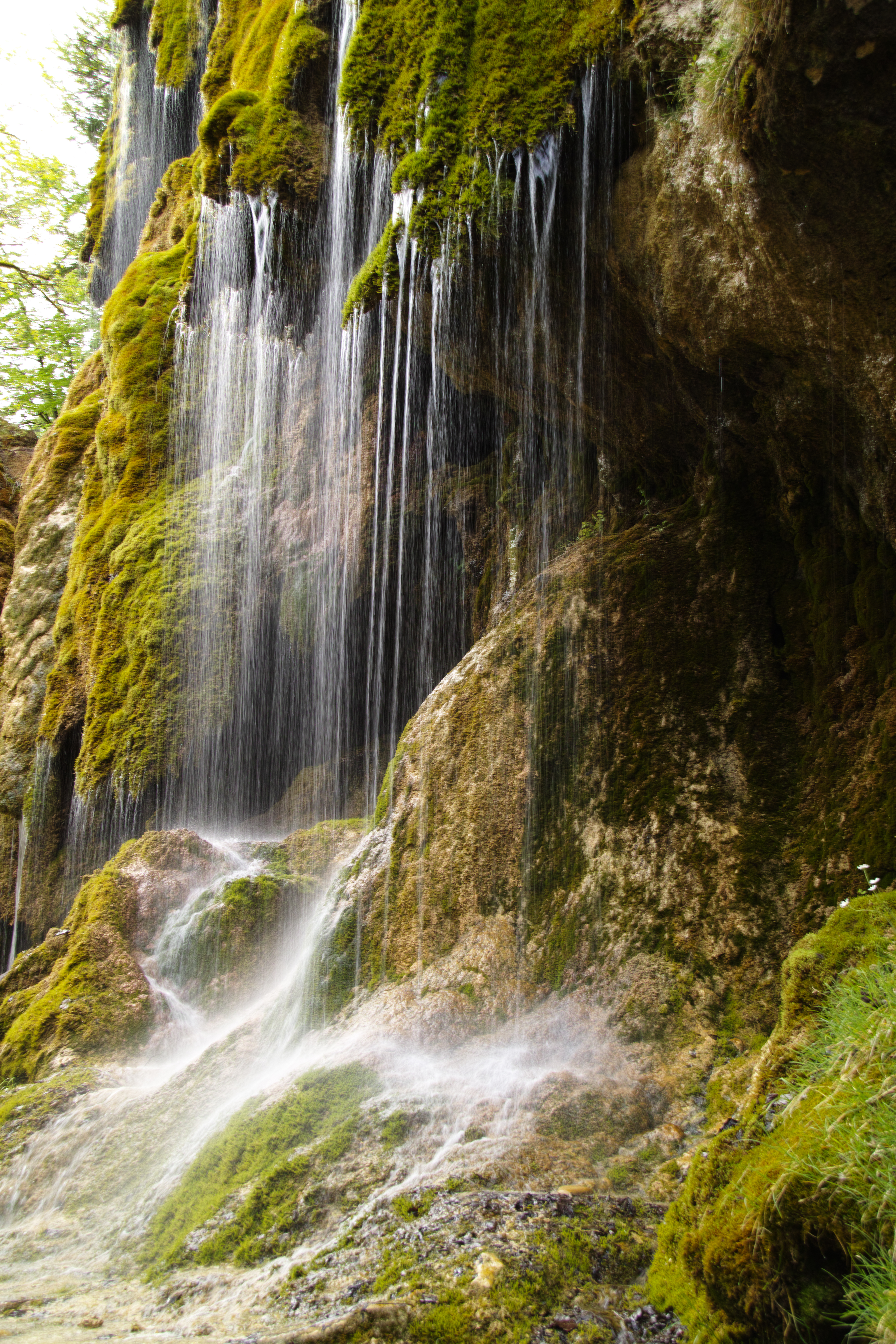
Schleierfälle

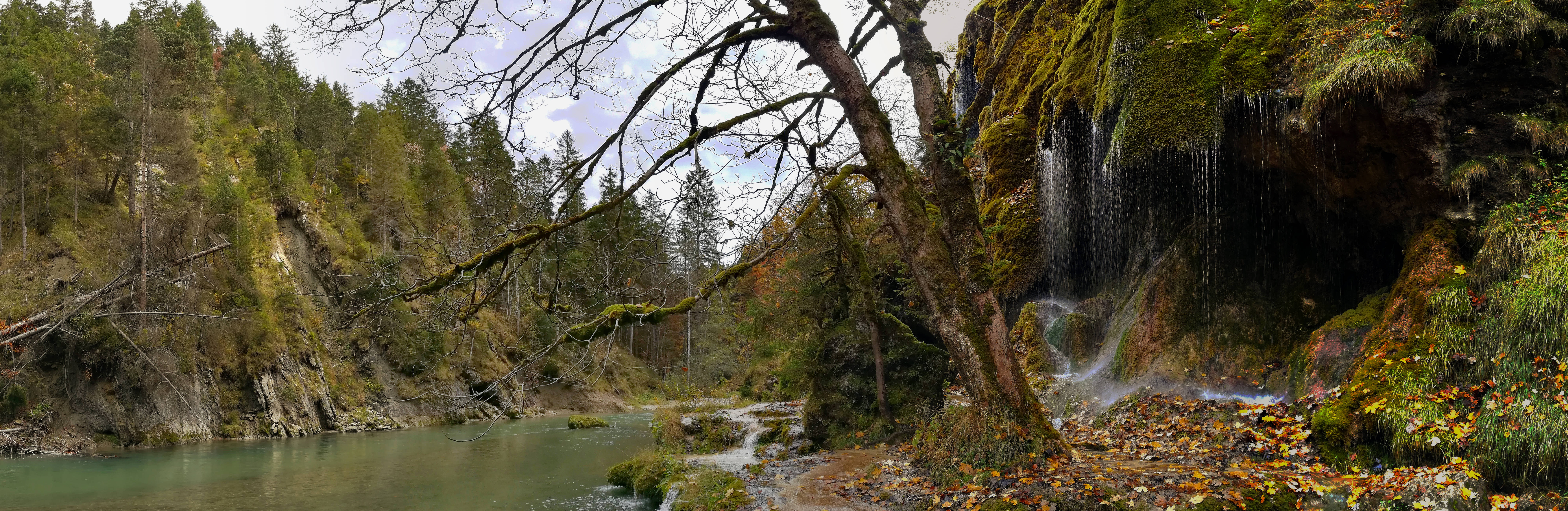
Ammerschlucht mit Schleierfällen

Die Schleierfälle sind ein Wasserfall in der Ammerschlucht in Bayern. Sie sind als Geotop ausgewiesen und stehen als Naturdenkmal unter Naturschutz.

## Lage
Die Fälle liegen am linken Steilufer der Ammerschlucht an der Grenze zwischen den Gemeinden Wildsteig im Landkreis Weilheim-Schongau und Bad Bayersoien im Landkreis Garmisch-Partenkirchen, etwa 1,5 Kilometer nördlich der Scheibum, des Felsdurchbruchs, an dem die Ammer in die Ammerschlucht eintritt.

## Beschreibung
Die Fälle entstehen durch einen Bach, der am Hochufer entspringt und die Hangkante der Ammerschlucht hinabstürzt. Im Laufe der Zeit hat er an der Hangkante einen Balkon aus Kalktuff abgeschieden, der mit Moos bewachsen ist. Das Moos vereinzelt das fallende Wasser zu einzelnen Strähnen, so dass ein Wasserschleier entsteht.
Am Nordrand der Schleierfälle liegt der (künstlich erweiterte) Eingang zu einer Kalktuffhöhle.

## Tourismus
Die Schleierfälle sind ein seltenes Naturschauspiel, das viele Besucher anzieht. Zum Schutz der Fälle wurde ein Betretungsverbot erlassen, das jedoch weitgehend ignoriert wird. Geplant wird daher eine Sperrung des Zugangs zu den Fällen und eine Aussichtsplattform auf der gegenüberliegenden Schluchtseite.